# Kim Dolstra
Kim Dolstra (Amsterdam, 4 novembre 1988) è una calciatrice olandese, difensore del Grand Bodø.

## Carriera

### Club
Kim Dolstra inizia a giocare nella sua infanzia nelle squadre maschile del Pancratiuskerk prima e nell'Amstelveen Heemraad poi, per passare infine alla sezione femminile del Fortuna Wormerveer. Nel suo primo anno, vince subito la Coppa d'Olanda. Nel 2007 si trasferisce all'AZ Alkmaar in Eredivisie, con cui vince tre campionati consecutivi. Nel 2011, dopo aver vinto anche una Coppa d'Olanda, si trasferisce alla Telstar di Velsen. Nell'estate 2013 passa all'ADO Den Haag, con cui vince una Coppa d'Olanda.
Durante il calciomercato estivo 2016 ha l'occasione di giocare in un campionato estero per la prima volta in carriera, sottoscrivendo un accordo con le italiane del AGSM Verona per giocare in Serie A, livello di vertice del campionato italiano. La stagione 2016-2017, iniziata con la sconfitta per 2-0 in Supercoppa con il Brescia, è di breve durata e, dopo sole 5 presenze in campionato, decide di svincolarsi durante il successivo calciomercato invernale.
Nel 2017 trova un accordo con le campionesse d'Islanda dello Stjarnan, 18 presenze per lei e quarto posto in classifica in Úrvalsdeild kvenna 2017.
Dal 2018 sottoscrive un contratto con il Grand Bodø, disputando una stagione in Toppserien prima di seguire la squadra in cadetteria l'anno successivo.

## Statistiche

### Club
| Stagione            | Squadra             | Campionato          | Campionato | Campionato | Coppe nazionali | Coppe nazionali | Coppe nazionali | Coppe internazionali | Coppe internazionali | Coppe internazionali | Altre competizioni | Altre competizioni | Altre competizioni | Totale | Totale |
| Stagione            | Squadra             | Comp                | Pres       | Reti       | Comp            | Pres            | Reti            | Comp                 | Pres                 | Reti                 | Comp               | Pres               | Reti               | Pres   | Reti   |
| ------------------- | ------------------- | ------------------- | ---------- | ---------- | --------------- | --------------- | --------------- | -------------------- | -------------------- | -------------------- | ------------------ | ------------------ | ------------------ | ------ | ------ |
| 2008-2009           | AZ Alkmaar          | Ere                 | -          | -          | -               | -               | -               | UWCL                 | 3                    | 0                    |                    |                    |                    |        |        |
| 2009-2010           | AZ Alkmaar          | Ere                 | 19         | 1          | -               | -               | -               | UWCL                 | 2                    | 0                    |                    |                    |                    |        |        |
| 2010-2011           | AZ Alkmaar          | Ere                 | 21         | 0          | -               | -               | -               | UWCL                 | 1                    | 0                    |                    |                    |                    |        |        |
| 2011-2012           | Telstar             | Ere                 | 18         | 1          | -               | -               | -               |                      |                      |                      |                    |                    |                    |        |        |
| 2012-2013           | Telstar             | BeNe                | 28         | 3          | -               | -               | -               |                      |                      |                      |                    |                    |                    |        |        |
| 2013-2014           | ADO Den Haag        | BeNe                | 17         | 1          | -               | -               | -               |                      |                      |                      |                    |                    |                    |        |        |
| 2014-2015           | ADO Den Haag        | BeNe                | 4          | 0          | -               | -               | -               |                      |                      |                      |                    |                    |                    |        |        |
| 2015-2016           | ADO Den Haag        | Ere                 | 19         | 0          | -               | -               | -               |                      |                      |                      |                    |                    |                    |        |        |
| Totale ADO Den Haag | Totale ADO Den Haag | Totale ADO Den Haag | 30         | 1          |                 |                 |                 |                      |                      |                      |                    |                    |                    |        |        |
| 2016-2017           | AGSM Verona         | A                   | 5          | 0          | CI              | 1               | 0               | UWCL                 | 2                    | 0                    | SI                 | 1                  | 0                  | 9      | 0      |
| 2017                | Stjarnan            | ÚK                  | 18         | 0          | BK+CL           | 4+4             | 0+0             | UWCL                 | 7                    | 0                    | MK                 | 1                  | 0                  | 34     | 0      |
| Totale carriera     |                     |                     |            |            |                 |                 |                 |                      |                      |                      |                    |                    |                    |        |        |

## Palmarès

### Club
- Campionato olandese: 3

AZ Alkmaar: 2007-2008, 2008-2009, 2009-2010
- Coppa dei Paesi Bassi: 3

AZ Alkmaar: 2005-2006, 2010-2011
ADO Den Haag: 2015-2016